# 白叶蒿
白叶蒿（学名：Artemisia leucophylla）是菊科蒿属的植物。分布在俄罗斯、蒙古、朝鲜以及中国大陆的河北、四川、新疆、贵州、甘肃、辽宁、云南、黑龙江、内蒙古、西藏、山西、青海、陕西、吉林、宁夏等地，生长于海拔3,000米至4,000米的地区，多生长于林缘、路边、河湖岸边、低海拔地区、中、草地、山坡及砾质坡地等，目前尚未由人工引种栽培。

## 别名
白毛蒿（东北植物检索表），白蒿（俗称），朝鲜艾（吉林），野艾蒿（河北），苦蒿（四川），茭蒿（内蒙古）

## 异名
- Artemisia mongolica (Fisch. ex Bess.) Nakai var. leucophylla (Turcz. ex Bess.) W. Wang et H. T. Ho